# Лендерман, Александр
Александр Лендерман (англ. Aleksandr Lenderman; род. 23 сентября 1989, Ленинград) — американский шахматист, гроссмейстер (2010).
Участник 48-го чемпионата мира по шахматам среди юниоров (2009) в Пуэрто-Мадрине — 5 место и 9-го Кубка мира по шахматам (2017) — дошёл по 1/16 финала.
В составе сборной США участник следующих соревнований:
- 9-й Панамериканский командный чемпионат по шахматам (2013) в Кампинасе. Команда США заняла 1-е место, при этом А. Лендерман показал лучший результат на 4-й доске.
- 10-й командный чемпионата мира (2015) в Цахкадзоре. А. Лендерман показал лучший результат на 2-й доске.